# Jensenobotrya lossowiana
Jensenobotrya lossowiana is de enige soort van het geslacht Jensenobotrya, van de familie der Aizoaceae. Zijn Afrikaanse naam is druiwetrosvijgie.
Het is een succulente plant die endemisch is voor Namibië. De enige groeiplaats is Dolphin Head in Spencer Baai, een rotsachtige omgeving aan zee, waar hij zijn vocht haalt uit zeemist. De plant kan zeer oud worden, naar schatting meer dan 200 jaar. Het is een bedreigde soort door het verlies van habitat.
Jensenobotrya is genoemd naar Emil Jensen, een succulentenspecialist uit het Namibische Lüderitz, en het Griekse woord 'botrya' (druiventros), vanwege zijn uiterlijk.